# Скотт, Роберт Эндрю Кит
Роберт Эндрю Кит Скотт, известный также как Энди Скотт (16 марта 1955 года, Фредериктон, Нью Брансуик, Канада — 24 июня 2013 года, Фредериктон) — канадский политик, член палаты общин Канады от Фредериктона (1993—2008), министр по делам индейцев и развития Севера Канады (2004—2006), генеральный солиситор Канады (1997—1998). Член Либеральной партии Канады.

## Биография
Энди родился в семье Гиды Дороти Скотт и Р.Кит Скотт. В 1974 году он поступил в Университет Нью-Брансуика на факультет социологии, в 1979 году он продолжил обучение в магистратуре, которую закончил в 1981 году.
В 1980 году Энди Скотт начал работу в офисе официальной оппозиции, а с 1987 года, после избрания Франка Маккенны стал работать в офисе премьер-министра Нью-Брансуика. В 1993 году Энди выиграл выборы в федеральный парламент от округа Фредериктон-Йорк-Санбери (в настоящее время округ Фредериктон), став первым членом Либеральной партии, победившим на выборах в этом округе за 40 лет. После следующих выборов, с 11 июня 1997 года по 22 ноября 1998 года Энди Скотт был генеральным солиситором Канады в правительстве Жана Кретьена. Он был вынужден покинуть кабинет после скандала, связанного с протестами против конференции Азиатско-тихоокеанского экономического сотрудничества и их подавлением силами Канадской Королевской конной полиции.
После выборов 2000 года Скотт работал в комитете по правосудию и правам человека, а с 12 декабря 2003 года по 19 июля 2004 года был министром по инфраструктуре (Minister of State (Infrastructure)). С 20 июля 2004 года по 5 февраля 2006 года Энди Скотт был министром по делам индейцев и развитию Севера в правительстве Пола Мартина.
После ухода из большой политики Энди Скотт организовал Social Policy Network, в которой он был исполнительным директором. Он также читал лекции в университете Нью-Брансуика, университете Сент-Томаса и университете Крэндалла. Пол Мартин заметил, что Скотт был «архитектором соглашения в Келоуне» (Kelowna Accord), подписание которого стало важной вехой во взаимоотношениях федеральных властей с индейцами Канады.
Энди Скотт был женат на Денис Камерон, у них было три сына: Натан, Ноа, Николас.
Энди Скотт перенёс онкологию, 24 июня 2013 года в возрасте 58 лет он умер.